# Polydesmus mucronatus
Polydesmus mucronatus är en mångfotingart som beskrevs av Peters 1864. Polydesmus mucronatus ingår i släktet Polydesmus och familjen plattdubbelfotingar. Inga underarter finns listade i Catalogue of Life.